# Saison 1968 de l'ATP
La saison 1968 de l'ATP correspond à l'ensemble des tournois de tennis professionnels organisés par l'ATP entre janvier et décembre 1968.

## Palmarès

### Simple
| Date  | Nom et lieu du tournoi                      | Cat.       | ($)    | Surf.        | Vainqueur                | Finaliste         | Score                     | Tableau |
| 19/01 | Australian Open, Melbourne                  | G. Chelem  |        | Herbe (ext.) | Bill Bowrey              | Juan Gisbert      | 7-5, 2-6, 9-7, 6-4        | Tableau |
| 08/02 | U.S. Indoor, Philadelphie                   | Grand Prix |        | Synthétique  | Manuel Santana           | Jan Leschly       | 8-6, 6-3                  | Tableau |
| 09/02 | Open de Paris, Paris                        | Grand Prix |        | Synthétique  | Milan Holeček            | Robert Carmichael | 6-4, 10-8, 3-6, 6-3       | Tableau |
| 15/04 | Tournoi de Monte-Carlo, Monte-Carlo         | Grand Prix |        | Terre (ext.) | Nicola Pietrangeli       | Alex Metreveli    | 6-2, 6-2                  | Tableau |
| 22/04 | British Hard Court, Bournemouth             | Grand Prix |        | Terre (ext.) | Ken Rosewall             | Rod Laver         | 3-6, 6-2, 6-0, 6-3        | Tableau |
| 06/05 | Italian Championships, Rome                 | Grand Prix |        | Terre (ext.) | Tom Okker                | Bob Hewitt        | 10-8, 6-8, 6-1, 1-6, 6-0  | Tableau |
| 27/05 | Roland Garros, Paris                        | G. Chelem  |        | Terre (ext.) | Ken Rosewall             | Rod Laver         | 6-3, 6-1, 2-6, 6-2        | Tableau |
| 07/06 | Spanish Championships, Barcelone            | Grand Prix |        | Terre (ext.) | Martin Mulligan          | Ingo Buding       | 6-0, 6-1, 6-0             | Tableau |
| 17/06 | Grass Court Championships, Londres          | Grand Prix |        | Herbe (ext.) | Clark Graebner Tom Okker | Finale annulée    |                           | Tableau |
| 22/06 | Wimbledon, Wimbledon                        | G. Chelem  |        | Herbe (ext.) | Rod Laver                | Tony Roche        | 6-3, 6-4, 6-2             | Tableau |
| 07/07 | Cincinnati Open, Cincinnati                 | Grand Prix |        | Terre (ext.) | William Harris           | Tom Gorman        | 3-6, 6-2, 6-2             | Tableau |
| 08/07 | Tournoi de tennis de Düsseldorf, Düsseldorf | Grand Prix |        | Terre (ext.) | István Gulyás            | Wilhelm Bungert   | 6-1, 6-3, 3-6, 7-5        | Tableau |
| 21/07 | Tournoi de tennis de Gstaad, Gstaad         | Grand Prix |        | Terre (ext.) | Cliff Drysdale           | Tom Okker         | 6-3, 6-3, 6-0             | Tableau |
| 01/08 | US Pro, Boston                              | Grand Prix |        | Dur (int.)   | Arthur Ashe              | Robert Lutz       | 4-6, 6-3, 8-10, 6-0, 6-4  | Tableau |
| 12/08 | Canadian Open, Toronto                      | Grand Prix |        | Terre (ext.) | Ramanathan Krishnan      | Torben Ulrich     | 6-3, 6-0, 7-5             | Tableau |
| 13/08 | German Championships, Hambourg              | Grand Prix |        | Terre (ext.) | John Newcombe            | Cliff Drysdale    | 6-3, 6-2, 6-4             | Tableau |
| 20/08 | Alpenland Championships, Kitzbühel          | Grand Prix |        | Terre (ext.) | Martin Mulligan          | Wilhelm Bungert   | 6-2, 6-2, 6-3             | Tableau |
| 29/08 | US Open, Forest Hills                       | G. Chelem  | 88 800 | Herbe (ext.) | Arthur Ashe              | Tom Okker         | 14-12, 5-7, 6-3, 3-6, 6-3 | Tableau |
| 14/09 | Pacific Southwest, Los Angeles              | Grand Prix |        | Dur (ext.)   | Rod Laver                | Ken Rosewall      | 4-6, 6-0, 6-0             | Tableau |
| 11/11 | South American Open, Buenos Aires           | Grand Prix |        | Terre (ext.) | Roy Emerson              | Rod Laver         | 9-7, 6-4, 6-4             | Tableau |
| 30/12 | Open d'Hobart, Hobart                       | Grand Prix |        | Gazon        | Fred Stolle              | Tony Roche        | 6-3, 0-6, 6-4, 6-1        | Tableau |

### Double
| Date  | Nom et lieu du tournoi              | Cat.       | ($)    | Surf.        | Vainqueur                           | Finaliste                         | Score                        | Tableau |
| 19/01 | Australian Open, Sydney             | G. Chelem  | 10 760 | Herbe (ext.) | Dick Crealy Allan Stone             | Terry Addison Ray Keldie          | 10-8, 6-4, 6-3               | Tableau |
| 15/04 | Tournoi de Monte-Carlo, Monte-Carlo | Grand Prix |        | Terre (ext.) | Sergei Likhachev Alex Metreveli     | Patrice Beust Daniel Contet       | 5-7, 9-7, 6-4, 5-7, 7-5      | Tableau |
| 22/04 | British Hard Court, Bournemouth     | Grand Prix |        | Terre (ext.) | Rod Laver Roy Emerson               | Andrés Gimeno Pancho Gonzales     | 8-6, 4-6, 6-3, 6-2           | Tableau |
| 06/05 | Italian Championships, Rome         | Grand Prix |        | Terre (ext.) | Tom Okker Marty Riessen             | Allan Stone Nicky Kalogeropoulos  | 6–3, 6–4, 6-2                | Tableau |
| 27/05 | Roland Garros, Paris                | G. Chelem  |        | Terre (ext.) | Ken Rosewall Fred Stolle            | Roy Emerson Rod Laver             | 6-3, 6-4, 6-3                | Tableau |
| 07/06 | Spanish Championships, Barcelone    | Grand Prix |        | Terre (ext.) | Carlos Fernandes Patricio Rodríguez | Thomaz Koch José Edison Mandarino | 6-2, 3-6, 6-3, 6-1, 6-4      | Tableau |
| 24/06 | Wimbledon, Wimbledon                | G. Chelem  |        | Herbe (ext.) | John Newcombe Tony Roche            | Ken Rosewall Fred Stolle          | 3-6, 8-6, 5-7, 14-12, 6-3    | Tableau |
| 07/07 | Cincinnati Open, Cincinnati         | Grand Prix |        | Terre (ext.) | Ron Goldman William Brown           | Joaquín Loyo Mayo Jaime Fillol    | 10-8, 6-3                    | Tableau |
| 21/07 | Tournoi de tennis de Gstaad, Gstaad | Grand Prix |        | Terre (ext.) | John Newcombe Dennis Ralston        | Malcolm Anderson Tom Okker        | 8–10, 12–10, 12–14, 6–3, 6–3 | Tableau |
| 13/08 | German Championships, Hambourg      | Grand Prix |        | Terre (ext.) | Milan Holeček Jan Kodeš             | John Newcombe Tony Roche          | 6-4, 6-4, 7-5                | Tableau |
| 20/08 | Alpenland Championships, Kitzbühel  | Grand Prix |        | Terre (ext.) | Wilhelm Bungert Jürgen Fassbender   | Gerald Battrick Robert Wilson     | 6-3, 7-5                     | Tableau |
| 29/08 | US Open, Forest Hills               | G. Chelem  | 88 800 | Herbe (ext.) | Robert Lutz Stan Smith              | Arthur Ashe Andrés Gimeno         | 6-3, 7-6, 4-6, 7-6           | Tableau |
| 14/09 | Pacific Southwest, Los Angeles      | Grand Prix |        | Dur (ext.)   | Ken Rosewall Fred Stolle            | Cliff Drysdale Roger Taylor       | 7-5, 6-1                     | Tableau |
| 30/12 | Open d'Hobart, Hobart               | Grand Prix |        | Gazon        | Roger Taylor Malcolm Anderson       | Tony Roche Fred Stolle            | 7-5, 6-3, 4-6, 1-6, 6-4      | Tableau |

### Double mixte
| Date     | Nom et lieu du tournoi       | Cat.      | ($) | Surf.        | Vainqueur                          | Finaliste                        | Score      |         |
| 19/01/68 | Australian Open, Melbourne   | G. Chelem |     | Herbe (ext.) | Billie Jean King Dick Crealy       | Margaret Smith Court Allan Stone | walkover   | Tableau |
| 06/05/68 | Italian Championships, Rome  |           |     | Terre (ext.) | Margaret Court Marty Riessen       | Virginia Wade Tom Okker          | 8-6, 6-3   | Tableau |
| 27/05/68 | Roland-Garros, Paris         | G. Chelem |     | Terre (ext.) | Françoise Dürr Jean-Claude Barclay | Billie Jean King Owen Davidson   | 6-1, 6-4   | Tableau |
| 24/06/68 | The Championships, Wimbledon | G. Chelem |     | Herbe (ext.) | Margaret Smith Court Ken Fletcher  | Olga Morozova Alex Metreveli     | 6-1, 14-12 | Tableau |
| 29/08/68 | US Open, Forest Hills        | G. Chelem |     | Herbe (ext.) | Mary-Ann Eisel Peter Curtis        | Tory Ann Fretz Gerry Perry       | 6-4, 7-5   | Tableau |

### Coupe Davis
| Dates                       | Tournoi               | Lieu                          | Vainqueurs                                     | Finalistes                             | Score        | Tableau |
| --------------------------- | --------------------- | ----------------------------- | ---------------------------------------------- | -------------------------------------- | ------------ | ------- |
| Du 26/12/1968 au 28/12/1968 | Coupe Davis Dur (ITF) | Finale à Adélaïde (Australie) | Clark Graebner Arthur Ashe Bob Lutz Stan Smith | Bill Bowrey Ray Ruffels John Alexander | 4 matchs à 1 | Tableau |